# Siège de Constantinople (1411)
Pour les articles homonymes, voir Siège de Constantinople.
Guerre entre les Ottomans et l'empire byzantin
Batailles
- Bapheus
- Campagne catalane
- Bursa
- Pélékanon
- Nicée
- Nicomédie
- 1re Gallipoli
- 2e Gallipoli
- Philadelphie
- 1re Constantinople
- 2e Constantinople
- 3e Constantinople
- 4e Constantinople
- Thessalonique
- Bosphore
- 5e Constantinople

Le siège de Constantinople est une tentative de Musa Çelebi, prétendant au trône ottoman, de s'emparer de Constantinople, capitale de l'Empire byzantin, en 1411. Le siège est interrompu par l'intervention en faveur des byzantins de Mehmed, frère et rival de Musa. 

## Contexte
Le siège se produit pendant l’interrègne ottoman, ou guerre civile ottomane (20 juillet 1402 – 5 juillet 1413), quand le chaos règne dans l’Empire ottoman après la défaite du sultan Bayezid Ier face à Tamerlan à la bataille d’Ankara. Bien que Mehmed Çelebi ait été confirmé comme sultan par Tamerlan, ses frères Isa Çelebi, Musa Çelebi, Suleyman Çelebi et plus tard Mustafa Çelebi refusent de reconnaître son autorité, chacun revendiquant le trône pour lui-même. Une guerre civile s'ensuit. 
L’Empire byzantin, qui à la suite de ses défaites du XIVe siècle n’était plus qu’un simple pion des forces extérieures, profite de la situation pour redevenir un acteur de la politique intérieure ottomane. L’empereur Manuel II Paléologue soutient Suleyman en tant que prétendant au trône ottoman. Suleyman signe en 1403 le Traité de Gallipoli avec le régent byzantin Jean VII Paléologue, alors que l’empereur Manuel voyage en Europe occidentale. Par ce traité, il cède à l’Empire byzantin certains territoires le long de la côte de la mer de Marmara, ainsi que la grande ville de Thessalonique, en échange du soutien byzantin dans la guerre civile. Il se déclare sultan à Edirne, la capitale de la Roumélie dans l’Empire ottoman.
Bien qu’il ait vaincu son frère et rival pour le trône ottoman, Musa, à la bataille de Kosmidion en juin 1410, la popularité de Suleyman décline. Tant et si bien que lorsque Musa revient venger sa défaite l’année suivante, les partisans de Suleyman font défection. Süleyman est capturé alors qu’il tente de s’échapper vers les territoires byzantins et est tué par des villageois le 18 février 1411. Musa devient co-sultan de la partie européenne de l’empire.

## Siège de Constantinople
Musa riposte alors contre tous ceux qui se sont alliés à Süleyman, dont Manuel II, et assiège Constantinople en 1411. Manuel se tourne alors vers Mehmed pour obtenir son soutien. Celui-ci trahit son frère et établit une nouvelle alliance avec les Byzantins contre Musa. Le siège est levé au cours de la même année.

## Épilogue
Lors de la bataille d'İnceğiz, les forces de Mehmed sont vaincues par celles de Musa. En 1413, Mehmed obtient le soutien du monarque serbe Stefan Lazarević et du bey des Dulkadir turcs, ainsi que de certains des généraux de l’armée de Musa. Il bat les forces de Musa à la bataille de Çamurlu près de Samokov en Bulgarie. Blessé et essayant de s’échapper, Musa est repéré et tué le 5 juillet 1413.